# Episodi di Mushishi
Questa è la lista degli episodi di Mushishi, serie televisiva anime tratta dall'omonimo manga di Yuki Urushibara. Essa ha debuttato in Giappone il 23 ottobre sul canale Fuji Television, ma dopo 20 episodi è stata sospesa, per poi riprendere la trasmissione dei sei episodi restanti a partire dal 15 maggio 2006. Un episodio speciale è stato trasmesso il 4 gennaio 2014. Una seconda serie, intitolata Mushishi The Next Passage ha iniziato la trasmissione sulla rete Tokyo MX il 5 aprile 2014. La prima parte dei questa serie si è conclusa il 21 giugno 2014. I rimanenti dieci episodi sono andati in onda in autunno, preceduti da un episodio speciale che adatta l'arco finale del volume sette del manga. Un ultimo episodio speciale, che corrisponde alla conclusione del manga, è stato distribuito nei cinema giapponesi il 16 maggio 2015.
La serie è di natura episodica e ogni puntata racconta una storia a sé che ruota attorno a delle creature primitive le quali si pongono agli albori della vita, e che, per via della loro somiglianza con gli insetti, sono state chiamate Mushi. A causa della loro natura spirituale ed eterea, la maggior parte degli umani non è in grado di vedere i Mushi, ma possono risentire della loro influenza. Ginko, un esperto di Mushi errante, si reca di luogo in luogo per risolvere le problematiche che la convivenza tra uomini e Mushi porta con sé. I produttori della serie televisiva hanno quindi potuto modificare liberamente l'ordine delle puntate per esigenze narrative. A parte qualche piccolo adattamento nei dialoghi, tuttavia, questa è l'unica differenza sensibile tra manga e anime.

## Mushishi
| Nº       | Titolo italiano Giapponese 「Kanji」 - Rōmaji | In onda          | In onda |
| Nº       | Titolo italiano Giapponese 「Kanji」 - Rōmaji | Giapponese       |         |
| 1        | Il verde trono 「緑の座」 - Midori no za | 22 ottobre 2005  |         |
| 1        | Ginko, un esperto di Mushi errante, si reca ad investigare il caso di Shinra, un ragazzino i cui disegni realizzati con la mano sinistra prendono vita. Il bambino, che vive in isolamento sulle montagne da quando sua nonna è morta, rivela che la donna gli aveva proibito di dare sfogo al suo potere. L'uomo si accorge immediatamente che i soggetti ritratti da Shinra rappresentano Mushi, creature primitive ed eteree che manifestano sovente poteri soprannaturali e invisibili alla maggior parte delle persone, e che la nonna del ragazzo, Renzu, abita ancora la casa in una forma per metà umana e per metà Mushi. Quando era ancora una bambina, venne infatti invitata dai Mushi ad un rituale per diventare essa stessa Mushi, ma il cerimoniale venne interrotto anzitempo mentre stava bevendo il Kouki, l'acqua della vita, causandole di vivere da allora sdoppiata come in un limbo. Grazie al suo potere, Shinra è in grado di materializzare l'altra metà della coppa danneggiata durante il rito, permettendo a Renzu di diventare Mushi a pieno titolo e riuscendo a vederla per la prima volta dalla sua morte. Ginko quindi si allontana, felice del fatto che le chiacchiere sul bambino dai poteri divini si siano in seguito fermate del tutto. |                  |         |
| 2        | La luce nelle palpebre 「瞼の光」 - Mabuta no hikari | 29 ottobre 2005  |         |
| 2        | La piccola Sui è costretta a vivere nella più completa oscurità all'interno di un magazzino, da quando, qualche tempo prima, un Mushi le entrò negli occhi provocandole spasmi di dolore alla vista della luce. L'unico a tenerle ogni tanto compagnia è Biki. La bambina gli racconta di essere in grado di chiudere anche le sue seconde palpebre, quelle più interne, riuscendo a vedere un fiume di luce a cui vorrebbe avvicinarsi ma che un uomo con un solo occhio seduto sull'altra sponda, Ginko, le intima di non fare. Tramite questa sorta di contatto telepatico, Ginko giunge l'indomani sul luogo, in tempo per prevenire che la malattia si trasferisca anche a Biki. Pur riuscendo a rimuovere il Mushi dagli occhi di Sui, la bambina ha trascorso troppo tempo con le seconde palpebre chiuse avvicinandosi troppo al fiume di luce, così che i suoi occhi sono andati in necrosi. Ginko inietta allora del liquido ottenuto in precedenza dal Mushi all'interno del suo occhio artificiale, rivelando di aver commesso in passato lo stesso errore di Sui, e lo dona alla bambina facendole recuperare la vista dall'occhio sinistro. |                  |         |
| 3        | Morbide corna 「柔らかい角」 - Yawarakai tsuno | 5 novembre 2005  |         |
| 3        | Ginko è richiamato in un piccolo villaggio montano i cui abitanti lamentano un'improvvisa sordità ad un solo orecchio. L'uomo imputa il problema ad un Mushi che si ciba di suoni e che, non trovandone a sufficienza all'aperto, dove una spessa coltre di neve rende i suoni ovattati, ha preso sede nelle coclee degli abitanti. Versando dell'acqua calda salata nelle orecchie dei degenti, Ginko risolve rapidamente la questione. Il piccolo Maho, tuttavia, è affetto da un Mushi ben più aggressivo, che lo rende in grado di sentire il frastuono delle voci dei Mushi, gli ha causato la crescita di escrescenze cornee sulla fronte e che potrebbe condurlo alla morte, come successo a sua madre prima di lui. Ginko trova la soluzione tappando con le mani le orecchie al ragazzo e creando così un suono spiacevole al Mushi, che si liquefà liberando Maho dai suoi sintomi. |                  |         |
| 4        | Il sentiero attraverso il cuscino 「枕小路」 - Makura no kōji | 12 novembre 2005 |         |
| 4        | Un uomo che sperimenta sogni premonitori dovuti ad un Mushi riceve delle medicine da Ginko per evitare che il suo potere si rafforzi causandogli problemi personali. Meno di un anno dopo, Ginko torna al villaggio dell'uomo e lo trova distrutto e deserto, con il solo Jin ad attenderlo. L'uomo racconta che il villaggio è stato colpito da uno tsunami e in seguito una malattia misteriosa ha colpito gli abitanti, uccidendoli. Jin ha inoltre scoperto che Ginko non era stato del tutto sincero con lui, e che quelli che considerava sogni premonitori sono in realtà i suoi stessi sogni che si avverano a causa della presenza del Mushi, che risulta però tossico per le persone attorno al portatore. Deciso a voler aiutare l'uomo, nonostante un simile Mushi non sia mai stato debellato, Ginko cerca invano di trovare il luogo in cui l'essere agisce durante il sonno di Jin per far avverare i sogni dell'uomo. Jin tuttavia si accorge prima del Mushishi che il riparo del Mushi è il suo cuscino e lo squarcia con la sua katana. In seguito Ginko verrà a sapere che l'uomo perse la facoltà di sognare e che, privato ormai di una parte dell'anima, si suicidò qualche tempo dopo.                                                                   |                  |         |
| 5        | La palude errante 「旅をする沼」 - Tabi o suru numa | 19 novembre 2005 |         |
| 5        | Ginko si imbatte in una ragazza dai capelli verdi che sembra seguire gli spostamenti di una palude errante. Appreso dall'uomo che la palude è in realtà un Mushi che, bevuto in grandi quantità, rende trasparenti e causa infine la completa sparizione, la ragazza decide di unirsi e diventare un tutt'uno con la palude, legata ad esso da quando il Mushi le salvò la vita dopo che da bambina era stata scelta come vittima sacrificale per mettere fine all'inondazione che affliggeva il suo villaggio. Ginko prosegue il suo viaggio verso la costa, dove scopre che la palude è in marcia verso il mare sfruttando una serie di fiumi sotterranei. Volendo salvare la ragazza dal destino greve che affligge coloro che decidono di unirsi ai Mushi, Ginko chiede ai pescatori del villaggio di stendere una rete alla foce del fiume per intercettare la giovane, che però l'attraversa. Il giorno dopo, in un mare tornato improvvisamente pescoso grazie al Mushi, viene ripescato il corpo della ragazza, che riesce a riprendersi e decide di continuare a vivere nel villaggio. |                  |         |
| 6        | Coloro che inalano la rugiada 「露を吸う群れ」 - Tsuyu o sū mure | 26 novembre 2005 |         |
| 7        | Gocce di pioggia e arcobaleni 「雨がくる虹がたつ」 - Ame ga kuru niji ga tatsu | 3 dicembre 2005  |         |
| 8        | Da al di là del mare 「海境より」 - Unasaka yori | 10 dicembre 2005 |         |
| 9        | Frutti pesanti 「重い実」 - Omoi mi | 18 dicembre 2005 |         |
| 10       | Il bianco nell'inchiostro 「硯に棲む白」 - Suzuri ni sumu shiro | 7 gennaio 2006   |         |
| 11       | La montagna che dorme 「やまねむる」 - Yama nemuru | 7 gennaio 2006   |         |
| 12       | Un pesce da un occhio solo 「眇の魚」 - Sugame no uo | 14 gennaio 2006  |         |
| 13       | Il ponte di una notte 「一夜橋」 - Hitoyobashi | 21 gennaio 2006  |         |
| 14       | Nella culla 「籠のなか」 - Kago no naka | 28 gennaio 2006  |         |
| 15       | Fingendo che sia primavera 「春と嘯く」 - Haru to usobuku | 4 febbraio 2006  |         |
| 16       | Il serpente dell'alba 「暁の蛇」 - Akatsuki no hebi | 11 febbraio 2006 |         |
| 17       | Raccoglitori di bozzoli vuoti 「虚繭取り」 - Uromayutori | 18 febbraio 2006 |         |
| 18       | La veste che abbraccia la montagna 「山抱く衣」 - Yama daku koromo | 25 febbraio 2006 |         |
| 19       | Un filo dal cielo 「天辺の糸」 - Tenpen no ito | 4 marzo 2006     |         |
| 20       | Un mare d'inchiostro 「筆の海」 - Fude no umi | 11 marzo 2006    |         |
| 21       | Spore di cotone 「綿胞子」 - Watabōshi | 14 maggio 2006   |         |
| 22       | Il santuario del mare 「沖つ宮」 - Okitsu miya | 21 maggio 2006   |         |
| 23       | Il suono della ruggine 「錆の鳴く聲」 - Sabi no naku koe | 28 maggio 2006   |         |
| 24       | Viaggio nei campi di fuoco 「篝野行」 - Kagarinokō | 4 giugno 2006    |         |
| 25       | Occhio della fortuna, occhio della sventura 「眼福眼禍」 - Ganpuku ganka | 11 giugno 2006   |         |
| 26       | Il rumore dei passi sull'erba 「草を踏む音」 - Kusa o fumu oto | 18 giugno 2006   |         |
| Speciale | L'ombra che divora il sole 「日蝕む翳」 - Hi hamu kage | 4 gennaio 2014   |         |

## Mushishi The Next Passage
| Nº       | Titolo italiano Giapponese 「Kanji」 - Rōmaji                      | In onda          | In onda |
| Nº       | Titolo italiano Giapponese 「Kanji」 - Rōmaji                      | Giapponese       |         |
| 1        | Banchetto al limitare della foresta 「野末の宴」 - Nozue no utage  | 5 aprile 2014    |         |
| 2        | Le conchiglie che cinguettano 「囀る貝」 - Saezuru kai             | 12 aprile 2014   |         |
| 3        | Sotto la neve 「雪の下」 - Yuki no shita                           | 19 aprile 2014   |         |
| 4        | La mano che accarezza la notte 「夜を撫でる手」 - Yoru o naderu te | 26 aprile 2014   |         |
| 5        | Le profondità dello specchio 「鏡が淵」 - Kagami ga fuchi          | 3 maggio 2014    |         |
| 6        | Illusione floreale 「花惑い」 - Hana madoi                         | 10 maggio 2014   |         |
| 7        | Pioggia a ciel sereno 「日照る雨」 - Hi teru ame                   | 24 maggio 2014   |         |
| 8        | Colui che fa alzare il vento 「風巻立つ」 - Shimaki tatsu          | 7 giugno 2014    |         |
| 9        | La valle dove sgorga la marea 「潮わく谷」 - Ushio waku tani       | 14 giugno 2014   |         |
| 10       | Il cuore dell'inverno 「冬の底」 - Fuyu no soko                    | 21 giugno 2014   |         |
| Speciale | Sentiero di spine 「棘のみち」 - Odoro no michi                    | 20 agosto 2014   |         |
| 11       | Cuscino d'erba 「草の茵」 - Kusa no shitone                        | 19 ottobre 2014  |         |
| 12       | Oscurità profumata 「香る闇」 - Kaoru yami                         | 26 ottobre 2014  |         |
| 13       | Rosso persistente 「残り紅」 - Nokori beni                         | 2 novembre 2014  |         |
| 14       | Baia nascosta 「隠り江」 - Komori e                                | 9 novembre 2014  |         |
| 15       | Filo di luce 「光の緒」 - Hikari no o                              | 16 novembre 2014 |         |
| 16       | Mare di stelle ultraterrene 「壷天の星」 - Koten no hoshi          | 23 novembre 2014 |         |
| 17       | Acque azzurre 「水碧む」 - Mizu aomu                               | 30 novembre 2014 |         |
| 18       | L'estremità del fulmine 「雷の袂」 - Ikazuchi no tamoto            | 7 dicembre 2014  |         |
| 19       | Erba fangosa 「泥の草」 - Doro no kusa                             | 14 dicembre 2014 |         |
| 20       | Albero dell'eternità 「常の樹」 - Tokoshie no ki                   | 21 dicembre 2014 |         |
| Film     | Pioggia di campanelli 「鈴の雫」 - Suzu no shizuku                 | 16 maggio 2015   |         |